# Folke Woivalin
Folke Edvin Ossian Woivalin (* 14. April 1928 in Finström) ist ein finnischer Politiker, der unter anderem zwischen 1975 und 1978 Präsident der Lagting, des Parlaments von Åland, sowie von 1979 bis 1988 Lantråd von Åland war.

## Leben
Folke Edvin Ossian Woivalin begann 1947 ein Studium der Agrarwissenschaften und bewirtschaftete nach dessen Abschluss von 1951 bis 1984 als Landwirt den Hof seines Vaters in Ämnäs bei Finström. Bei der Parlamentswahl in Åland 1964 wurde er erstmals zum Mitglied der Lagting, des Parlaments von Åland, gewählt und gehörte dieser nach seinen Wiederwahlen 1967, 1971 und 1975 vom 1. November 1965 bis zum 31. Oktober 1979 ab. Während seiner Parlamentszugehörigkeit war er zwischen dem 1. November 1971 und dem 2. Mai 1972 zunächst Erster Vizepräsident der Lagting und übernahm daraufhin am 2. Mai 1972 als Nachfolger von Alarik Häggblom das Amt des Präsidenten der Lagting und bekleidete dieses bis zum 31. August 1978. Als Parlamentspräsident fungierte er zugleich zwischen 1. November 1975 und dem 31. August 1978 als Vorsitzender der Vorsitzendenkonferenz (Talmanskonferensen), Vorsitzender der Kanzleikommission (Kanslikommissionen) sowie als Vorsitzender Ausschusses für Selbstverwaltungspolitik (Självstyrelsepolitiska nämnden). Er stand in dieser Zeit auch für die Vertretung Ålands nach außen, nicht zuletzt im Rahmen seiner Funktion als Vorsitzender der åländischen Delegation im Nordischen Rat. Er bekleidete zwischen 1977 und 1997 auch den Posten als Vorsitzender des Aufsichtsrates der Ålandsbanken.
Am 1. Januar 1979 übernahm Woivalin von Alarik Häggblom das Amt als Lantråd von Åland. Seine daraufhin gebildete Regierung bis zum 20. April 1988 im Amt und wurde im Anschluss vom Kabinett Sune Eriksson unter dem neuen Lantråd von Åland Sune Eriksson abgelöst.

## Veröffentlichung
- Folke om Folke, Mitherausgeberin Benita Mattsson-Eklund, 1998